# 中林美恵子
中林 美恵子（なかばやし みえこ、1960年9月24日 - ）は、日本の政治学者。学位は博士（大阪大学国際公共政策）、政治学修士（ワシントン州立大学、Master）。早稲田大学教授。TOPPANホールディングス取締役。米国マンスフィールド財団名誉フェロー。グローバルビジネス学会会長。
元アメリカ合衆国連邦議会上院予算委員会・補佐官（国家公務員10年）。元衆議院議員（1期）。

## 来歴
アメリカ合衆国連邦議会で正規採用され公務員となった、初めてかつ唯一の日本人である。
埼玉県深谷市の農家に3姉妹の長女として生まれ、深谷市立大寄幼稚園、大寄小学校、大寄中学校、埼玉県立本庄高等学校、跡見学園女子大学卒業、ワシントン州立大学大学院 政治学部修士課程 修了、大阪大学大学院国際公共政策研究科 博士課程修了（論題「財政規律と国民意識に関する研究: 米国における政治・立法過程の検証」）。 
米国ワシントン州立大学では、核抑止論の世界的権威であるパトリック・モーガン教授のもとで、安全保障を中心に学び修士号（政治学）を取得。大学院を修了した1992年に米国永住権を得て、同年に米国家公務員として連邦議会上院予算委員会に正規採用される。翌年1月から2002年4月まで上院予算委員会の共和党（ピート・ドメニチ委員長）側に勤務し、約10年間、アメリカ政治の中枢で公務に専念し、米国家予算編成に携わった。この間に、日経ウーマン誌『1994年ウーマン・オブ・ザ・イヤー（政治部門）』を受賞し、1996年アトランタ・オリンピックでは聖火ランナーを務めた。
在米14年を経て2002年に日本帰国後、同年より2005年まで独立行政法人経済産業研究所研究員。米国ジョンズ・ホプキンズ大学客員スカラー、中国人民大学招聘教授などを経て、2006年より跡見学園女子大学マネジメント学部の准教授に就任。学識経験者として歴任した公職は、財務省・財政制度等審議会委員、文科省・科学技術・学術審議会国際委員会委員、経産省資源エネルギー庁総合資源エネルギー調査会委員、衆議院法制局・調査局客員調査員など多数。2008年から2009年にかけ、国会の参考人・公述人として衆議院予算委員会や財務金融委員会および参議院予算委員会にて、専門に基づく意見陳述および質疑応答をした。
2009年の第45回衆議院議員総選挙立候補にあたっては、あらゆる公職および大学の常勤職を辞任して臨んだ。日本における安定した二大政党を実現する必要性から旧民主党候補となり、神奈川県第1区で135,211票を獲得し小選挙区で当選した。
衆議院在職中は、予算委員会委員、財務金融委員会理事、外務委員会理事、安全保障委員会委員、内閣委員会委員、国会対策委員会委員、倫理選挙特別委員会理事、海賊対処・テロ防止特別委員会委員、災害対策特別委員会委員など歴任。政党内ではどのグループ（派閥）にも属さず、超党派タイプの議連活動に数多く参画した。　
2012年6月26日の消費税増税法案には、自民・公明・旧民主の3党合意に従って賛成票を投じた。同年12月16日に執行された第46回衆議院議員総選挙では、旧民主党への強烈な逆風や反自民票が日本維新の会およびみんなの党の新人候補に分裂したこともあり（自民得票率41.2％、非自民得票率58.8％）非自民の中ではトップながら、前回破った自民党の松本純に次点で敗れ、復活当選もなかった。
2013年早稲田大学留学センター准教授。2015年グローバルビジネス学会理事。2017年早稲田大学社会科学部教授。2017年石橋湛山記念早稲田ジャーナリズム大賞選考委員。2018年モーリーン&マイク・マンスフィールド財団名誉フェロー。2020年公益財団法人アメリカ研究振興会理事、毎日新聞「時代の風」レギュラー執筆者、日経新聞Think! エキスパート。2020年凸版印刷（現TOPPANホールディングス）取締役。2021年グローバルビジネス学会会長（大竹美喜から引き継いだ丹羽宇一郎の後任）。2022年早稲田大学留学センター教授（社会科学部兼担）、早稲田大学日米研究所研究員兼務。2023年Waseda USA 理事2024年東京財団評議員、同年同財団常務理事（研究部門担当）、2025年同財団理事長。

## 出版・テレビ・ラジオ等

### 著書・論文
- 『公共経営学入門』大阪大学出版会（著者・編者）2025.3
- 『危機管理の基礎と実践』三和書籍（著者・監修）2025.3
- 『アメリカの今を知れば、日本と世界が見える: 混迷が告げる時代大転換の予兆』東京書籍　2025.3
- 『混乱のアメリカと日本の未来』マイナビ出版　2024.11
- 『Handbook of Japanese Public Administration and Bureaucracy』 Amsterdam University Press／MHM Japan Documents （著者・編者）2024
- 米大統領選の展望(上)　「共和党、トランプ氏支配 顕著」日本経済新聞経済教室 2024.3.14
- 『挑戦を受ける民主主義と資本主義：ショックセラピー2035』東京書籍（竹中平蔵氏と共著）2022
- 中間選挙後の米国（中）「党派対立、下院が主戦場に」日本経済新聞経済教室 2022.11.21
- 『アメリカ政治の地殻変動』東京大学出版（共著）2021
- 『トランプ政権の分析：分極化と政策的収斂のとの間で』日本評論社（共著）2021
- 米経済対策をどうみるか（下）「議会運営、追加策の成否 左右」日本経済新聞経済教室 2021.6.24
- 『沈みゆくアメリカ覇権：止まらぬ格差拡大と分断がもたらす政治』（小学館新書）2020.10.1
- 毎日新聞「時代の風」コラム　連載執筆（数週間おき）2020.4～
- 「米大統領選挙の行方：サンダース派の動向カギ」　日本経済新聞経済教室 2020.3.31
- 「パンデミックが⽣む⽶国の財政⾚字と国⺠の関⼼」 Waseda Online (政治経済：オピニオン：教育×WASEDA ONLINE - 読売新聞) 2020.5.25
- 朝雲新聞「春夏秋冬」コラム　連載執筆（4週間おき1年）2018.4～2019.3
- 「アメリカ中間選挙と今後の展望 (US Midterm Elections: The Results and Prospects)」『海外事情』拓殖大学海外事情研究所 2019
- 「中間選挙後の米国政治」 日本経済新聞経済教室 2018.11.15
- 『トランプ大統領はどんな人？』幻冬舎 2018
- 『トランプ大統領とアメリカ議会』 日本評論社 2017
- Nakabayashi, Mieko and James Carter, 2013. “Being No. 1 in Tax Rates, Regulations Isn't Helping U.S. Economy,” Roll Call, October 4.
- Nakabayashi, Mieko and James Carter, 2013. “America Goes It Alone on High Corporate Taxes,” The Wall Street Journal, July 18.
- 『グローバル人材になれる女性（ひと）のシンプルな習慣』 PHP研究所  2012
- 『オバマのアメリカ・どうする日本』（共編著）三和書籍 2009
- 『発言力4:小泉内閣検証』（共著）三和書籍 2008
- 『新・行財構造政改工程表』(共著）ぎょうせい出版 2005
- 『シチズン・リテラシー』（共編著）教育出版 2005
- 『日本の財政改革』（共著）東洋経済新報社 2004
- 「米国の公共政策決定における公会計情報のインパクト」『高齢化社会における政策優先性―日米共通の視点から―』NIRA (総合研究開発機構）研究報告書 No.20030030 東京 2004
- 「財政と国民意識」『経済産業ジャーナル』7月号：財団法人経済産業調査会 2004.07.01.
- 「財政改革、国会機能強化を」 日本経済新聞経済教室 2003.11.17
- 「野党の競争力を問う」 毎日新聞: 論点 2003.10.27
- “Japan’s Budget Process.” Economic Currents, No.28 January: Japan Institute for Social and Economic Affairs, Washington, D.C., 2003
- 「米国の財政再建から日本が学ぶこと--失敗にこそ教訓がある」: 月刊『論座』9月号：朝日新聞社, 2002
- 「9.11テロとアメリカ議会」『海外事情』6月号・第50巻第6号： 拓殖大学海外事情研究所 2002
- 「ワシントンの大椅子取りゲーム」『フォーサイト』1/20-2/16号 新潮社 2001
- 「政策形成と委員会システム：米立法府における委員会・政党・スタッフの関係」『Policy Analysis Review』東京財団 2001.10
- 「米議会、今年は短期決戦」読売新聞 1998.01.23
- 「公私区別に厳しい目」読売新聞 1997.11.07
- 「キャピトル・ヒル通信」 34ヶ月間 連載:、月刊 『諸君！』文藝春秋社 1994-1996
- 「現代軍人は誤解されている-PKOを阻んだ日本の常識」月刊 『諸君！』2月号、文藝春秋社 1992

他多数

### テレビ（レギュラーのみ）
- ニュースの深層  アンカー 2003 - 2006年
- ザ!情報ツウ（日本テレビ） 2005 - 2006年
- サンデーLIVE!!（テレビ朝日・朝日放送テレビ・メ〜テレの3社共同制作） 2017年 - 2024年 ※2021年からレギュラー出演

### ラジオ（レギュラーのみ）
- 寺島尚正 ラジオパンチ! （文化放送）2005 - 2007年
- 吉田照美ソコダイジナトコ (月曜日・電話スピーカー)（文化放送）2008.9.29 -2009.3